# R.U.S.E.
| Mottagande      | Mottagande                       |
| Samlingsbetyg   | Samlingsbetyg                    |
| Tjänst          | Betyg                            |
| --------------- | -------------------------------- |
| Gamerankings    | Win 74.81% PS3 73.93% 360 77.21% |
| GameStats       | Win 4/5 PS3 4/5 360 4/5          |
| Metacritic      | Win 75 PS3 78 360 79             |
| Recensionsbetyg |                                  |
| Publikation     | Betyg                            |

R.U.S.E. är ett strategispel från 2010 utvecklat av Eugen Systems. Det är tänkt att spelaren ska förlita sig mer på intelligenta strategier samt försök till att förvirra motståndarna, gentemot brutal styrka, och därigenom få övertaget. Till sin hjälp har spelaren tillgång till en mindre mängd förmågor som kan ge fiender missvisande information eller spelaren själv och dess allierade fördelar, så kallade "Ruses".

## Skådeplats
R.U.S.E. utspelar sig under andra världskriget på flera kända krigsskådeplatser. De kända platserna som spelet utspelar sig på är Nordafrika, Kasserine Passet; Italien, Slaget om Monte Cassino; Frankrike, Dagen D; Nederländerna, Operation Market Garden; Belgien, Ardenneroffensiven samt Tyskland.

### Konststil
Enligt många så har spelet en unik visuell stil inom sin genre. Istället för den traditionella mörka och grymma stilen har R.U.S.E. en mer ljus och konstnärlig syn på kriget. Exempel på detta är att enheterna är mindre smutsiga och den blåa himlen.

## Dimension
Tack vare Eugen Systems spelmotor IRISZOOM utspelar sig R.U.S.E. på extremt stora slagfält jämfört med andra spel. Spelmotorn ger spelaren förmågan från att se infantersiters ansiktsuttryck till att sömlöst zomma ut kameran till fågelvy och vidare till Generalens vy över kartan inne i kommandocentralen.

## Fraktioner
De olika fraktionerna i R.U.S.E. har i stort sett alla samma enheter och byggnader med undantag för speciella enheter och byggnader som är unika för just sin fraktion.

### Nationer
- Frankrike - Defensiva
- Italien - Snabba och billiga
- Storbritannien - Starkt flygvapen
- Tyskland - Kvalité
- USA - Balanserade
- USSR - Styrka

## Ruse
"Ruse" är ett engelskt ord och betyder list, som i krigslist. I spelet är det ett system som antingen ger spelaren och dess allierade fördelar eller motspelarna nackdelar inom en vald sektor. 
- Avlyssning - Låter spelaren och dess allierade se vart fientliga truppers förflyttar sig i en sektor. Ses som en röd pil som pekar mot målet.
- Spion - Låter spelaren och dess allierade se oidentifierade enheter inom en vald sektor.
- Radiotystnad - Enheters markörer inom den valda sektorn försvinner från fienders underrättelsesystem. Enheterna kan däremot bli upptäckta via visuell kontakt.
- Kamouflagenät - Byggnader inom den valda sektorn försvinner från fienders underrättelsesystem. Byggnaderna kan däremot bli upptäckta via visuell kontakt.
- Byggnadsattrapp - Skapar en falsk byggnad som skall fungera som lockbete för fiender.
- Falsk offensiv - Skapar en falsk arme som skall fungera som lockbete för fiender.
- Blitz - Fördubblar spelarens och dess allierade enheters hastighet inom den valda sektorn.
- Terror - Det är större sannolikhet att fienders trupper flyr under en attack inom den valda sektorn.
- Fanatism - Spelarens och dess allierade enheter inom den valda sektorn kommer inte längre att fly utan kämpar in i döden.
- Reverserad underrättelse - Mindre enheters markörer markeras som stora och vice versa av fienders underrättelsesystem.

## Beta
En betaversion av R.U.S.E. släpptes via Steam och kunde spelas till och med 12 april 2010 av spelare som fått en inbjudan. En öppen betaversion släpptes den 15 juli 2010 
, även denna via Steam. Den 25 augusti släpptes ett demo av R.U.S.E. på Steam. Detta demo innehöll en bana för en spelare specialgjord för demot.

## Konsol
Eugen Systems har rapporterat att spelet kommer att stödja Playstation Move men inte Xbox 360:s Kinect då denna har svårigheter att läsa av spelare som sitter ner. De säger även att spelare antagligen kommer att ha som roligast med Move men kommer att vara som effektivast via PC.

## Förnyat utgivningsdatum
Efter det första betasläppet flyttade Eugen Systems fram utgivningsdatumet från maj/juni till september/oktober då de på grund av spelarnas reaktioner inte ansåg spelet kunna bli färdigt i tid.